# Provincia di Annobón
La provincia di Annobón (dal portoghese Ano Bom) è una delle otto province della Guinea Equatoriale, di 5.314 abitanti, che ha come capoluogo San Antonio de Palé.
La provincia è costituita dall'isola di Annobón, fa dunque parte della regione insulare della Guinea Equatoriale.

## Geografia fisica
La provincia è costituita dall'isola di Annobón, geograficamente e l'unica isola a trovarsi nell'emisfero sud, dell'Oceano Atlantico, a sud del Golfo di Guinea  vicina di São Tomé e Príncipe (a solo 110 km a sud ovest), e a circa 350 km ad ovest delle coste africane del Gabon.
Si trova tra 1°26'07" S e 5°37'51" O.

## Storia
- 1470 Diego Ramirez de la Diaz avvistò per la prima volta l'isola e la chiamò San Antonio de Palé[senza fonte]
- 1473 Fu scoperta dai portoghesi il primo di gennaio
- 1474 Primo insediamento a maggioranza di africani provenienti dall'Angola attraverso la colonia portoghese di San Tomé. Questi schiavi sono considerati i primi membri della società annobonese
- 1778 Col trattato di El Pardo la Spagna riacquistò una base per il commercio di schiavi africani con l'acquisizione dell'isola insieme alle isole portoghese di Bioko e ad altri territori sulla terraferma tra il fiume Niger e il fiume Ogoue. Questi possedimenti erano amministrati da Buenos Aires.
- 1801 Gli inglesi eressero un forte a San Antonio
- 1827 Legalizzazione del forte attraverso un contratto di locazione da parte del governo spagnolo. La base fu utilizzata dagli inglesi per sopprimere la tratta degli schiavi.

## Società

### Evoluzione demografica
La popolazione nel 2001, era di 5.008 abitanti, secondo la Direzione Generale di Statistica della Guinea Equatoriale.
La popolazione della provincia è un mix di popolazione di origine portoghese, spagnola ed angolana. Il comune sentimento anti-spagnolo, legato con la lontananza dalla madrepatria e, allo stesso tempo, la vicinanza con São Tomé e Príncipe, ha contribuito a preservare il forte legame culturale col Portogallo. Nonostante la lingua ufficiale sia lo spagnolo, sull'isola è parlato l'annobonese (Fá d'Ambô), un creolo basato sul portoghese.

## Geografia antropica

### Suddivisioni amministrative
La provincia è costituita dai seguenti comuni e distretti.

#### Comuni
- Annobón

#### Distretti
- Annobón (con 3 Consigli di Villaggio)